# 凤临阁

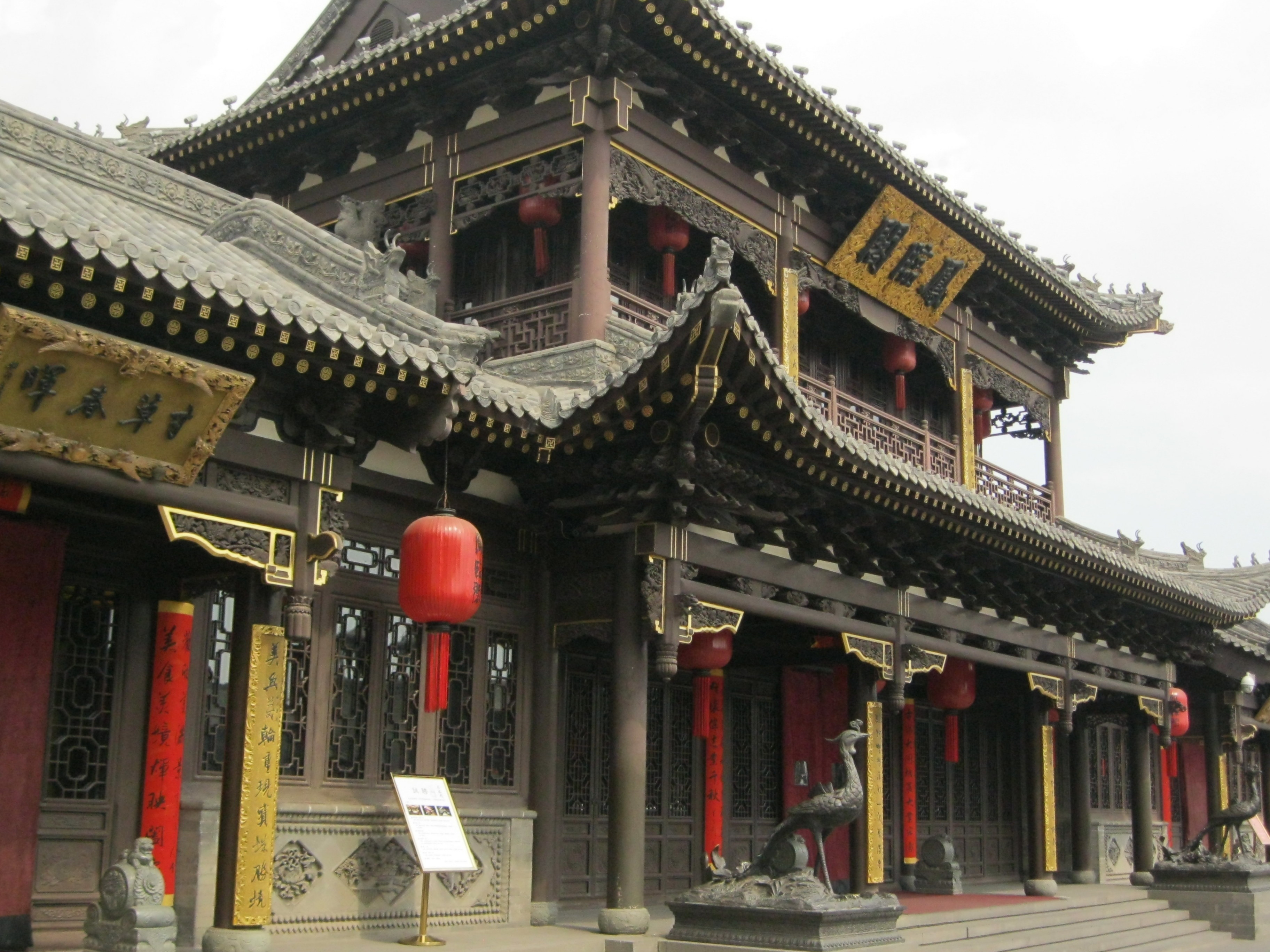
山西大同凤临阁

凤临阁是中国山西大同市的最著名的酒楼之一，位于大同古城西部华严寺和大同鼓楼之间，临近仿古步行街，面南。

## 历史传说
有两个相关的历史传说。

### 游龙戏凤
凤临阁始建于明朝正德年间。正德帝微服私访大同，钟情凤临阁老板娘凤姐，这一故事被称为“游龙戏凤”。
现代大量影视作品以此故事为主线，譬如2004年杨恭如、斯琴高娃、王刚等主演的30集电视连续剧《凤临阁》。

### 百花烧卖
清代庚子年八国联军打进北京，慈禧太后西逃，路经大同，在凤临阁点食烧麦。厨师把烧麦制作成多种花的形状，故名“百花烧卖”。慈禧对烧麦口味大加赞赏，凤临阁的烧麦从此扬名。

## 建筑
现在位于大同仿古步行街一侧的凤临阁是2011年重修的，建筑采用重檐歇山式顶，阁内有流水。